# گنتین
شهر گنتیندر ایالت زاکسن-آنهالت در کشور آلمان واقع شده‌است.